# هیلگنرات
هیلگنرات (به آلمانی: Hilgenroth) یک شهر در آلمان است که در راینلاند-فالتس واقع شده‌است.

## خصوصیات
هیلگنرات ۳۰۸ نفر جمعیت دارد.